# Kotoudéni
Kotoudéni est une commune rurale située dans le département d'Orodara de la province de Kénédougou dans la région des Hauts-Bassins au Burkina Faso.

## Géographie
Kotoudéni est située à 4,5 km au sud de Diéri et à 12 km au sud-ouest d'Orodara.

## Santé et éducation
Le centre de soins le plus proche de Kotoudéni est le centre de santé et de promotion sociale (CSPS) d'Diéri.